# Didier Graffet
Didier Graffet, né le 9 avril 1970 dans la région lyonnaise, est un illustrateur et coloriste français.

## Biographie
Didier Graffet a grandi près de Livarot et vit et travaille à Soliers près de Caen. 
Diplômé de l'école Émile Cohl à Lyon, il commence son métier d'illustrateur en 1994. Il a illustré de nombreux romans de littérature de science fiction et de fantasy chez divers éditeurs comme Bragelonne, L'Atalante, J'ai lu, Nestiveqnen, Gründ et bien d’autres. Il a également illustré des périodiques, des livres pour la jeunesse, des pochettes de CD-Rom, des affiches ou encore des jeux de plateau et des jeux de rôle. Il réalise également de nombreuses expositions en Normandie. 
En 2002, il reçoit le prix Art&Fact 2002 et le prix du public Visions du Futur. En 2003, il reçoit le Prix Wojtek Siudmak du graphisme du grand prix de l'Imaginaire pour ses illustrations de 20 000 lieues sous les mers de Jules Verne aux Éditions Gründ qui est un best-seller.
Durant 18 mois en 2005 et 2006, Didier Graffet a illustré le texte intégral de Jacques Boulenger édité chez Gründ et racontant l'épopée des Chevaliers de la Table Ronde. Cette version, sortie en deux tomes, Le roi Arthur et La quête du Graal, est l’une des plus modernes qui évoque tous les personnages récurrents de la légende arthurienne tandis que la plupart des livres, qui datent du Moyen Âge, s'attardent sur l'une ou l'autre des légendes et oublient certains passages. 
En 2009, il expose à la Maison d'Ailleurs en Suisse.
En 2013, Didier Graffet illustre la couverture de Thomas More, le secret d'un homme libre, premier roman destinée aux adolescents de la caennaise Christine d'Erceville, auteure de livres pour enfants et de bandes dessinées. Pour ce livre, il se détache des traditionnels portraits et opte pour un univers qui évoque le romantisme allemand.
En 2017, sur le site du château de Comper situé à proximité de la forêt de Paimpont, à Concoret dans le Morbihan, l'association du Centre de l'imaginaire arthurien propose une exposition scénographique pour faire découvrir au public les grands épisodes de la vie des Pendragon. 
Les scénographies regroupent des mannequins en armure avec un écran dans le fond diffusant un montage vidéo réalisé avec des illustrations de Didier Graffet et des scènes de combat tournées à Comper. Une bande sonore raconte les scènes avec des effets de lumières et une machine à brouillard dans le cadre de la forêt et du lac.

## Style
Didier Graffet évolue dans un style médiéval-fantastique et explore la mythologie nordique, la mythologie celte, les voyages imaginaires ainsi que le steampunk. Il aime représenter des lieux qui lui parlent, des endroits extraordinaires comme l'Écosse, la Bretagne ou les petits chemins du Pays d'Auge. En 2008, paraît aux Éditions Soleil son beau Livre sur L'Anneau des Nibelungen écrit par Nicolas Jarry.

## Vie privée
Son fils né en 2002 se prénomme Lancelot en référence à la culture médiévale.

## Publications

### Livre d'art
- Mondes & voyages : Artbook, Bragelonne, 2007  (ISBN 978-2352940982).

### Ouvrages illustrés
- David Gemmell, Le cycle Drenaï, Le cycle des Pierres de Sang, Le cycle rigante, L'étoile du matin, Dark moon, L'écho du grand chant.
- Glen Cook, Cycle de la Compagnie noire, Éditions l'Atalante.
- Les Chevaliers de la Table Ronde, coffret en deux volumes : « La Quête du Graal » et « Le Roi Arthur ».
- Jules Verne, 20 000 lieues sous les mers, Éditions Gründ.
- Jules Verne, L'île mystérieuse, Éditions Gründ.
- Jean-Luc Bizien, La Forêt aux 100 sortilèges, Éditions Gründ, 1995  (ISBN 978-2700041095).
- Édouard Brasey, L'Encyclopédie du légendaire : ou comment tout savoir au sujet des trésors fabuleux, épées de légende, heaumes et capes d'invisibilité..., Paris, Le Pré aux clercs, 31 octobre 2008, 140 p. (ISBN 978-2-84228-345-2). Illustré par Sandrine Gestin et Didier Graffet.
- Édouard Brasey, L'Encyclopédie des héros du merveilleux, Paris, Le Pré aux clercs, 1er octobre 2009, 183 p. (ISBN 978-2-84228-360-5). Illustré par Sandrine Gestin et Didier Graffet.
- Nicolas Jarry, L'Anneau des Nibelungen, illustré par Didier Graffet.
- James Maxey, Bitterwood, l'âge des dragons, t.1, Éditions Le pré aux clercs, 2010.
- Guilhem Méric, Myrihandes, le secret des Âmes-Sœurs, Éditions Au Diable Vauvert, 2010.
- Christine d'Erceville, Thomas More, le secret d'un homme libre, éditions Salvator, 2013.
- David Eddings, La Belgariade, France Loisirs
- David Eddings, La Mallorée, France Loisirs.
- Didier Graffet et Xavier Mauméjean, Steampunk - De vapeur et d'acier, Le Pré aux clercs, février 2015  (ISBN 978-2-84228-530-2). Illustré par Didier Graffet.
- Effluvium, (avec Xavier Mauméjean), Bragelonne, avril 2019, lauréat du Prix ActuSF de l'uchronie.

- Markus Heitz (auteur), Nains l'intégrale, aux éditions Bragelonne, couverture illustrée par Didier Graffet, 2022.

### Jeux illustrés
- Chimères, éditions Multisim, 1994.